# Lesław Podkański
Lesław Paweł Podkański (ur. 11 lutego 1956 w Tarnawie Małej) – polski mechanik i polityk ruchu ludowego, poseł na Sejm II i III kadencji, senator V i VI kadencji, minister współpracy gospodarczej z zagranicą w rządzie Waldemara Pawlaka.

## Życiorys
Ukończył studia w Instytucie Przemysłu Naftochemicznego i Gazowego w Moskwie (1980). Pracował m.in. w Lubelskich Zakładach Przemysłu Skórzanego (w latach 1979–1980 jako samodzielny mechanik, w latach 1980–1982 jako główny mechanik), w spółce Unital w Warszawie (w latach 1990–1991 jako dyrektor handlowy), a także w aparacie partyjnym Zjednoczonego Stronnictwa Ludowego (jako instruktor i kierownik wydziału komitetu wojewódzkiego w Lublinie, zastępca kierownika wydziału ideologii i pracy ideowo-wychowawczej i propagandy naczelnego komitetu). W latach 1992–1995 pozostawał związany z Ministerstwem Współpracy Gospodarczej z Zagranicą, był kolejno wicedyrektorem departamentu, podsekretarzem stanu (od 19 maja 1992 do 25 marca 1993), a od 26 października 1993 do 6 marca 1995 ministrem. Był współtwórcą tzw. trójkąta Buchacza. W 2001 został udziałowcem spółki Agro-Pool-Prima.
Z ramienia Polskiego Stronnictwa Ludowego w latach 1993–2001 sprawował mandat poselski w Sejmie II i III kadencji. W 2001 i 2005 był wybierany do Senatu w okręgu chełmskim. W 2007 nie ubiegał się o reelekcję. W 2008 został doradcą ds. korporacji w BRE Banku, a w 2013 członkiem rady nadzorczej ZE PAK.